# Cinzia Cavazzutiová
Cinzia Cavazzuti [Činzia Kavacuty], (* 12. září 1973 Modena, Itálie) je bývalá reprezentantka Itálie v judu.

## Sportovní kariéra
S judem začala v 6 letech v obci Cinisello Balsamo pod vedením svého otce. V roce 1997 začala spolupracovat s Diego Brambillou a následně se přesunula nedaleko Říma do Frascati, kde se vrcholově připravovala pod vedením Nicola Moraciho.
Do roku 1996 se judu vrcholově nevěnovala. V roce 1999 se po spolupráci s Brambillou rozhodla vyplnit volné místo v lehké váze v italské reprezentaci. Prakticky okamžitě se zařadila mezi evropskou špičku a v roce 2000 si nenechala ujít účast na olympijských hrách v Sydney. V prvním kole porazila na šido Češku Michaelu Vernerovou a dostala se až do bojů o medaile. V souboji o bronz však rozhodčí upřednostnili praporky naturalizovanou domácí reprezentantku Pekli a obsadila tak 5. místo.
V roce 2004 si po problematickém roce 2003 musela potvrdit kvalifikaci body ze světového poháru. Úkol zvládla bez potíží, ale samotné vystoupení na olympijských hrách v Athénách pro ní nedopadlo podle představ. Prohrála hned v prvním kole na ippon. Po olympijských hrách jí z pozice reprezentační jedničky vytlačila Giulia Quintavalle.

## Výsledky
| Turnaj             | 1996           | 1997           | 1998           | 1999       | 2000       | 2001       | 2002       | 2003       | 2004       |
| Turnaj             | 23             | 24             | 25             | 26         | 27         | 28         | 29         | 30         | 31         |
| Turnaj             | polostřední v. | polostřední v. | polostřední v. | lehká váha | lehká váha | lehká váha | lehká váha | lehká váha | lehká váha |
| ------------------ | -------------- | -------------- | -------------- | ---------- | ---------- | ---------- | ---------- | ---------- | ---------- |
| Olympijské hry     | —              |                |                |            | 5.         |            |            |            | 7.         |
| Mistrovství světa  |                | —              |                | úč.        |            | 5.         |            | —          |            |
| Mistrovství Evropy | úč.            | —              | —              | 3.         | 7.         | 3.         | 1.         | 7.         | 3.         |